# Hospital Universitario Reina Isabel
El Hospital Universitario Reina Isabel (en inglés: Queen Elizabeth University Hospital; abreviado «QEUH») es una traducción del nombre real en inglés. Se trata de un hospital de agudos con 1 677 camas situado en Govan, al suroeste de Glasgow, Escocia. Inaugurado en abril de 2015, reemplazó al antiguo Hospital General del Sur.
El complejo incluye un hospital de adultos (1 109 camas), un hospital pediátrico (256 camas) y dos servicios de urgencias —adultos y pediátrico—, además de una Unidad de Valoración Inmediata.
Los edificios históricos conservados incluyen la Unidad de Maternidad, el Instituto de Neurociencias, la Unidad Langlands y el laboratorio. Todo el campus está gestionado por NHS Greater Glasgow and Clyde.
Aunque algunas unidades como el Royal Hospital for Children tienen identidad propia, todas están interconectadas mediante pasillos, acceso por helicóptero y comunicación directa entre servicios de diagnóstico y atención.
También centralizó servicios antes distribuidos en el Western Infirmary, Victoria Infirmary, Royal Infirmary y Gartnavel, además de trasladar el antiguo Royal Hospital for Sick Children.

## Historia
En 2008, NHS Greater Glasgow and Clyde presentó al Gobierno escocés un estudio de viabilidad para la creación de un nuevo hospital de agudos que sustituyera al Western Infirmary y al Victoria Infirmary, además de relocalizar el Royal Hospital for Sick Children en un edificio contiguo al nuevo hospital de adultos.
Se dieron a conocer los diseños preliminares del campus hospitalario en noviembre de 2009, y se confirmó la financiación pública.
Los edificios del hospital de adultos, pediátrico y del laboratorio fueron diseñados por Nightingale Associates, y su construcción fue realizada por Multiplex, constructora responsable también del estadio de Wembley.
Con un coste aproximado de **£842 millones**, este proyecto se convirtió en el mayor construcción pública del NHS en Escocia hasta ese momento.
Edificado en el antiguo emplazamiento del Southern General Hospital, su construcción empezó a principios de 2011.
Inicialmente proyectado como “South Glasgow University Hospital”, el nombre cambió en julio de 2015 cuando la Reina Isabel II otorgó su permiso para que se denominara “Queen Elizabeth University Hospital”.
Aunque estaba previsto que abriera en 2014, la transferencia de los servicios no comenzó hasta abril de 2015. El hospital alcanzó su plena operatividad en el verano de 2016.

## Servicios

### Hospital de adultos
El hospital de adultos de 14 plantas y aproximadamente 60 m de altura alberga 1 109 camas distribuidas en unidades generales, cada una con baño y entretenimiento individual (TV y radio). El atrio central ofrece una cafetería con comida caliente, un restaurante con capacidad para 500 personas, tiendas (como Marks & Spencer y WHSmith), cajeros automáticos y un sistema de ascensores automatizados que dirige a los usuarios al nivel correcto.

### Hospital pediátrico
El Royal Hospital for Children, adyacente al hospital de adultos, cuenta con 256 camas distribuidas en cinco plantas. Sustituyó al antiguo Royal Hospital for Sick Children de Yorkhill y ofrece especialidades pediátricas integradas en el campus.

### Unidad de maternidad
La Unidad de Maternidad, conservada del antiguo Southern General Hospital (edificada en 1970), está situada frente al hospital pediátrico. Ofrece suites de parto modernas y cuidados materno-infantiles especializados.

### Instituto de Ciencias Neurológicas
El Instituto de Ciencias Neurológicas (1972) conserva sus instalaciones originales. Comprende dos edificios conectados: uno para cuidados críticos, quirófanos (6), diagnóstico por imagen y hospitalización; y otro para consultas, neurofisiología y servicios maxilofaciales. También alberga la Unidad Nacional de Columna Vertebral y la Policía de Rehabilitación Física, con un 60 % de su actividad dedicada a atención urgente.

### Edificio Langlands (medicina de ancianos)
La unidad de medicina geriátrica, ubicada en el edificio Langlands (2001), se encuentra al sur del campus y está conectada al Instituto Neurológico mediante un puente.

### Laboratorio central
El edificio de laboratorio (inaugurado en 2012) ofrece servicios de patología médica, microbiología, genética y ciencias de la sangre, junto con administración de instalaciones y morgue en el sótano. Está vinculado al campus por túneles y tubos neumáticos.

## Transporte
El campus dispone de una **Arrival Square** (Plaza de Llegadas) en la entrada principal del hospital de adultos, diseñada como un intercambiador de transporte completo. Ofrece zonas de descenso de pacientes, parada de taxis, acceso a múltiples líneas de autobús que conectan con Glasgow y suburbios, y un paseo elevado que enlaza los hospitales de adultos y pediátrico.
Según datos de NHS Greater Glasgow and Clyde, aproximadamente **90 autobuses por hora** prestan servicio al campus, incluyendo rutas como la 34, 90, 23, 77, 23P y X19 operadas por First, McGill’s y Stagecoach.
Para quienes se desplazan en bicicleta, se ofrecen **500 aparcabicicletas**, rutas señalizadas y duchas en el campus.
1. 1.     1. Tren y Metro

El acceso ferroviario más cercano es la estación de **Cardonald**, a aproximadamente 1 milla (~25 minutos a pie).  
La línea de metro más cercana es la estación de **Govan Subway**, también a un trayecto similar desde el campus.
1. 1.     1. Fastlink y BRT

Forma parte del sistema **Clyde Fastlink**, un corredor de autobús de rápida frecuencia que conecta el hospital directamente con el centro de Glasgow a través de carriles dedicados y semáforos prioritarios.

## Vehículos guiados automáticamente

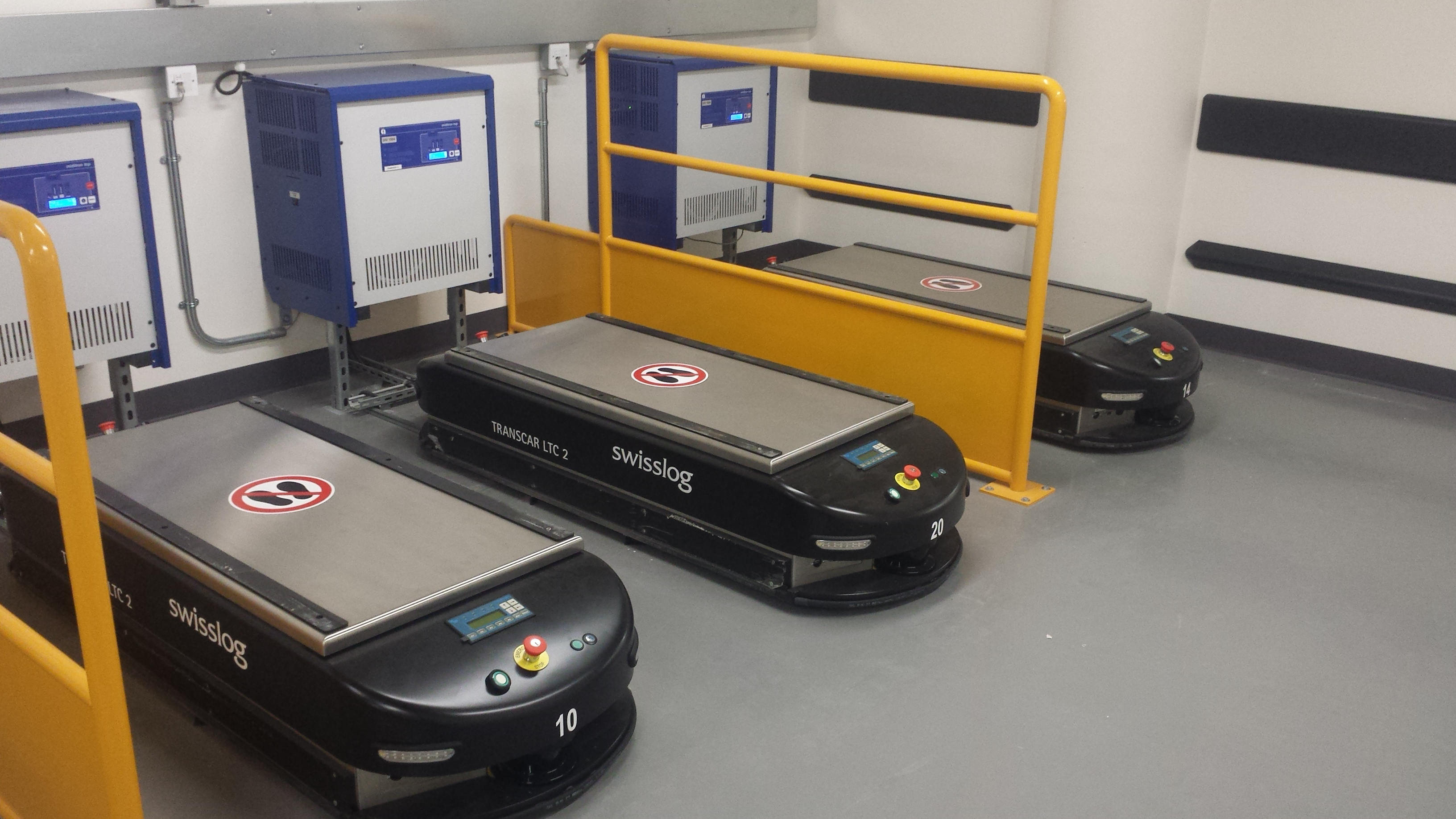
Vehículos guiados automáticamente cargándose en el sótano del hospital

El Hospital Universitario Reina Isabel dispone de una flota de **26 vehículos guiados automáticamente** (AGV) diseñados para el transporte de suministros (medicinas, ropa, material quirúrgico), que operan por una red de túneles y ascensores dedicados. Gracias a su diseño, utilizan ascensores estrictamente diferenciados para materiales limpios y sucios, y circulan por zonas privadas de sótano para evitar interferencias con áreas públicas.
Este sistema automatizado, similar al utilizado en otros hospitales del Reino Unido, se asemeja al de los **AGV utilizados en la industria y centros hospitalarios**, con navegación basada en láser e infraestructura privada para garantizar eficiencia y seguridad.